# Fredrik van der Horst
Fredrik van der Horst (ur. 2 grudnia 1989 w Tønsbergu) – norweski łyżwiarz szybki. Jest wnukiem Hjalmara Andersena.
W wieku 20 lat uczestniczył w Zimowych Igrzyskach Olimpijskich 2010 w Vancouver. Brał wówczas udział w dwóch konkurencjach łyżwiarstwa szybkiego: biegu na 1500 m, gdzie uzyskał 29. miejsce oraz biegu drużynowym, gdzie wraz z Håvardem Bøkko, Mikaelem Flygindem Larsenem i Henrikem Christiansenem uzyskał 4. miejsce.

## Rekordy życiowe
| Dystans  | Czas     | Data                 | Miejsce        |
| -------- | -------- | -------------------- | -------------- |
| 500 m    | 36,70    | 29 grudnia 2009      | Hamar          |
| 1000 m   | 1.11,85  | 2 stycznia 2010      | Hamar          |
| 1500 m   | 1.47,32  | 11 grudnia 2009      | Salt Lake City |
| 3000 m   | 3.48,55  | 3 lutego 2010        | Salt Lake City |
| 5000 m   | 6.22,10  | 25 stycznia 2014     | Inzell         |
| 10 000 m | 13.38,85 | 20 października 2013 | Hamar          |
| Źródło:  |          |                      |                |